# Sivert Rapp

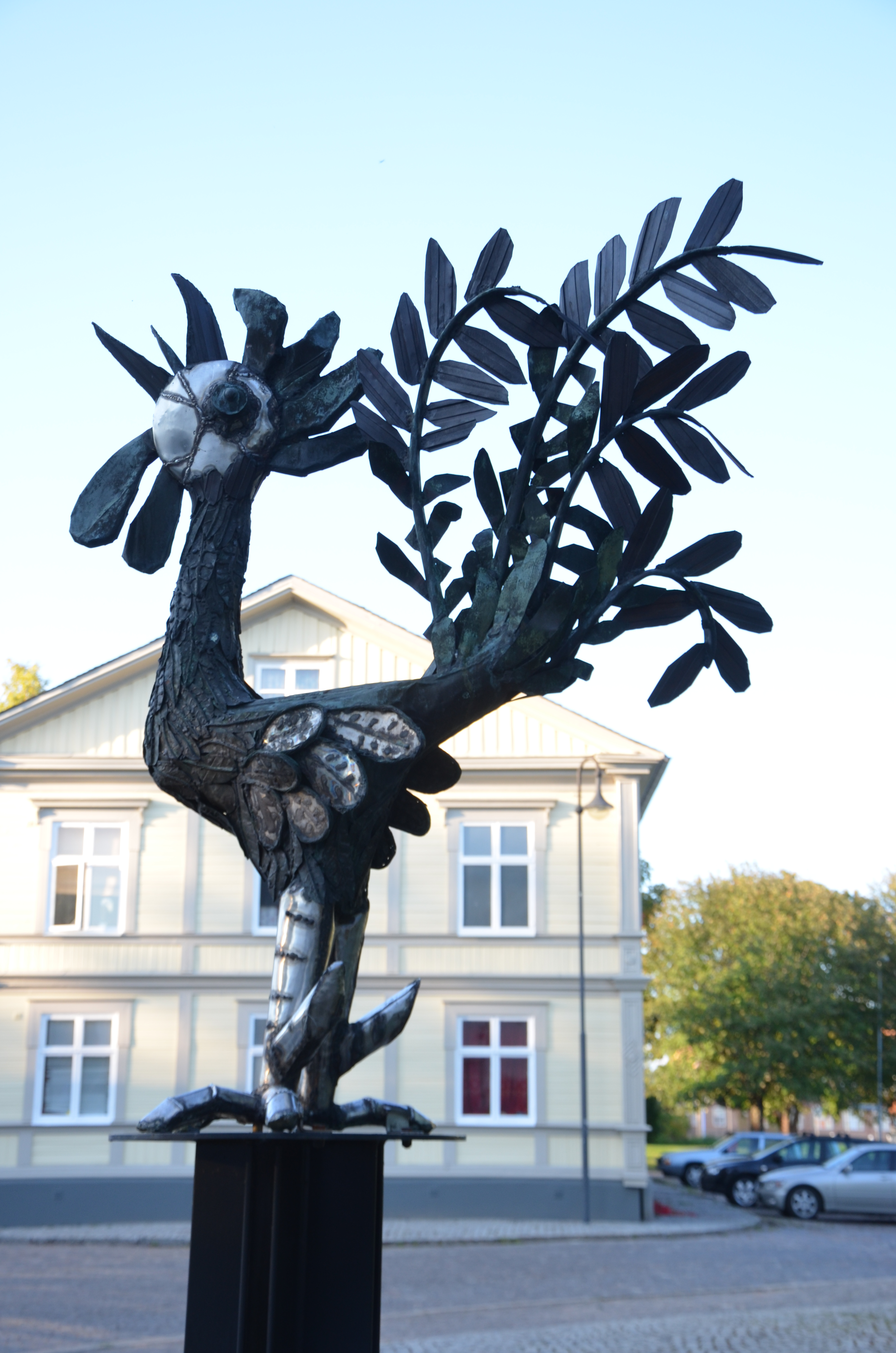
Kvarntuppen i Filipstad

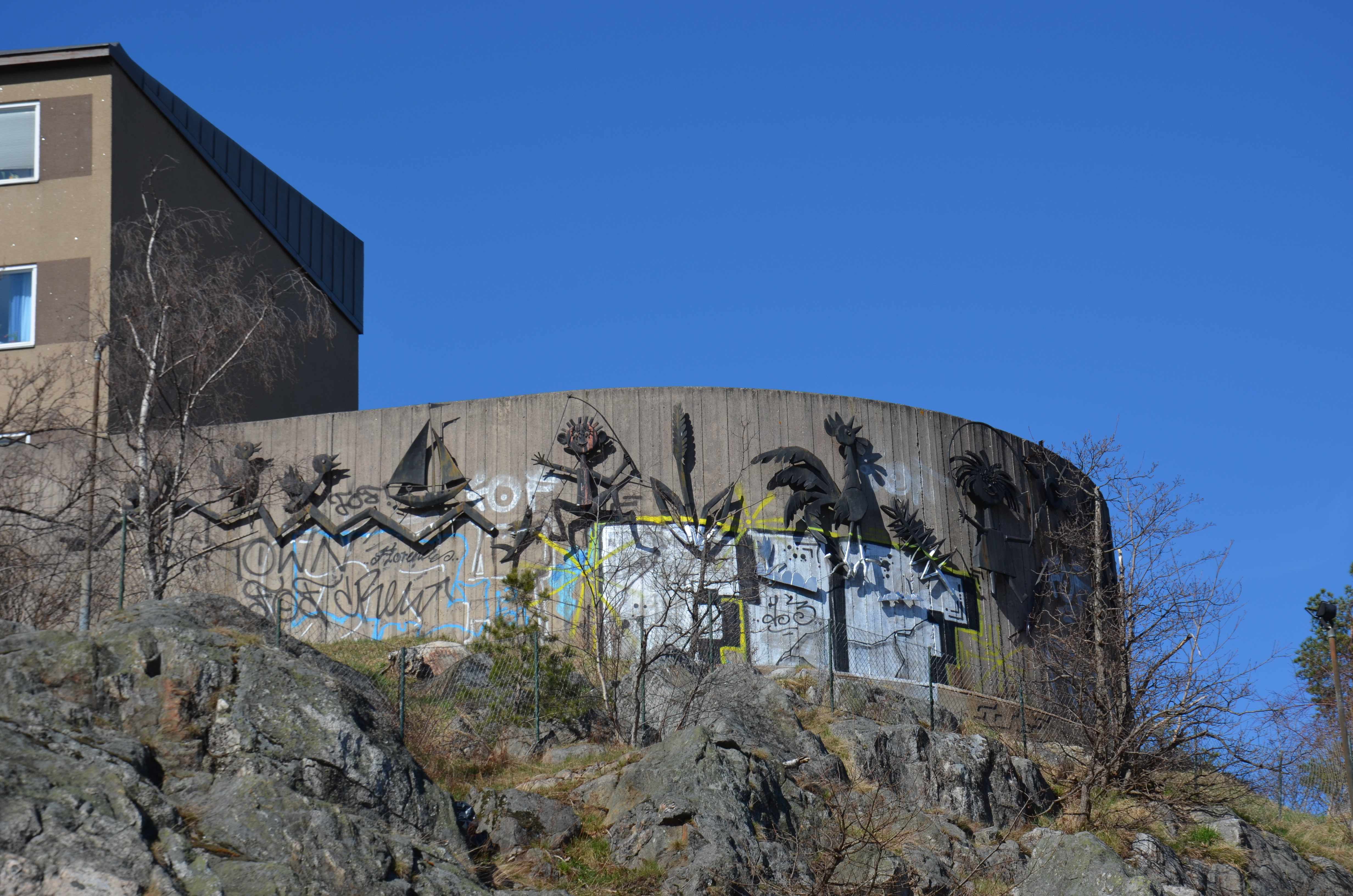
Sommarlov i Bredäng

Sivert Otto Rapp, född den 20 september 1922, död den 7 januari 1989, var en svensk målare, tecknare, grafiker, skulptör och konsthantverkare.
Sivert Rapp arbetade som biljett konduktör på bussar samt fabriks- och byggnadsarbetare, innan han 1963 blev konstnär på heltid. Han arbetade som skulptör i plåt och trä samt med teckning, litografi, målning och broderi. Sivert Rapp hade bland annat Gösta Liljedahl och Sven Hempel som lärare.
Sivert Rapp är gravsatt i minneslunden på Sundbybergs begravningsplats.

## Offentliga verk i urval
- 1987 Sol, vind och vågor, relief i trä, Sandforsskolan i Skellefteå
- 1983 Lilla flyga vi behöver dig, relief, Skellefteå stadshus
- 1970 Den gode herden, Sundbybergs kyrkas gallergrind
- 1966 Uppe med tuppen, Staty, Järnvägsgatan 21-23 i Sundbyberg
- 1965 Sundbybergs Zoo, metallreliefer på pelare, Järnvägsgatan i Sundbyberg
- 1963 Sommarlov, smidesrelief, Ålgrytevägen 12-16 i Bredäng i Stockholm
- Kvarntuppen, plåt, utanför Museet Kvarnens entré i Filipstad
- Blommor och bin, relief i trä, stål och järn, i Hallonbergen Centrum.

## Utställningar
- Hallonbergens bibliotek, Sundbyberg, minnesutställning, 10 juni - 25 augusti 1989
- Grafiktriennal V, Göteborg, 1977
- Vårsalongen Liljevalchs, Liljevalchs konsthall i Stockholm, 1976, 1977 och 1979
- Restaurang Mitti, Vällingby centrum i Stockholm, 1963